# 시스케이
시스케이 공화국(코사어: iRiphabliki ye Ciskei 이리파블리키 예시스케이)은 현재의 남아프리카공화국 내에 있던 작은 공화국이었으며, 코사족들의 거주지였다. 이 나라는 남아프리카공화국이 아파르트헤이트에 따라 성립시킨 괴뢰국, 즉 반투스탄이었다.

## 역사
1976년 헨드릭 페르부르트가 과거에 제시했던 '흑인거주구역지정안'에 따라 코사족들은 이 곳으로 밀려났다. 설립 후 레녹스 세베가 대통령으로 당선되었고, 이곳은 농경중심지로 돌아갔다. 1981년 12월 4일에 독립을 선포했으나, 제한된 자치권을 부여받았다. 아파르트헤이트가 완전 종식된 1994년에 남아프리카공화국에 다시 합병되었다.

## 언어
코사어가 공용어이자 국민어였다.

## 면적과 인구 수
이 나라의 면적과 인구 수는 정확히 알려지지 않고 있는데, 그 이유는 남아프리카공화국에 의해 멋대로 조정되었기 때문이다.

## 외교권
남아프리카공화국의 괴뢰국이었기 때문에 외교권이 없었다. 오로지 남아프리카 공화국만이 국가로 승인했으며, 다른 국가들로부터는 승인을 받지 못했다.

## 같이 보기
- 트란스케이